# Шазам!
«Шаза́м!» (англ. Shazam!) — американский комедийный супергеройский фильм 2019 года режиссёра Дэвида Ф. Сандберга, основанный на одноимённом персонаже комиксов DC. Автором сценария выступил Генри Гейден, также работавший над сюжетом совместно с Дарреном Лемке. Кинокомикс является седьмым фильмом Расширенной вселенной DC. Главные роли исполнили Закари Ливай и Ашер Энджел; в фильме также снялись Марк Стронг, Джек Дилан Грейзер и Джимон Хонсу.
Проект находился в разработке с начала 2000-х годов, однако затянулся на несколько лет. Предварительная работа над ним началась в 2008 году при участии режиссёра Питера Сигала, сценариста Джона Огаста и Дуэйна Джонсона в роли злодея Чёрного Адама. В разное время к проекту были приписаны несколько сценаристов, но в итоге по различным причинам он был закрыт. Фильм был официально анонсирован в 2014 году с Джонсоном в главной роли, который позднее вышел из проекта из-за работы над сольным фильмом «Чёрный Адам». В феврале 2017 года режиссёром проекта был назначен Дэвид Ф. Сандберг. Основные съёмки начались в Торонто 29 января 2018 года в студии Pinewood Toronto Studios и были завершены 11 мая 2018 года.
Премьера фильма состоялась 15 марта 2019 года в Торонто, в США эксклюзивные предварительные показы прошли 23 марта 2019 года в рамках компании Fandango. В полноценный прокат «Шазам!» вышел в США 5 апреля в форматах RealD 3D, Dolby Cinema и IMAX, в России — 4 апреля. Фильм получил положительные отзывы от кинокритиков, которые высоко оценили его юмористическую составляющую, а также режиссуру Сандберга и игру Ливая и Грейзера. «Шазам!» также имел коммерческий успех, собрав $366 млн по всему миру.

## Сюжет
1974 год, мальчик по имени Таддеус Сивана едет в машине вместе с отцом и старшим братом, играя с шаром предсказаний. Отец постоянно упрекает ребёнка и насмехается над его увлечённостью игрушкой. Внезапно шар загорается загадочными символами, и Таддеус волшебным образом переносится на Скалу Вечности. Там он встречает старого волшебника Шазама, который держит в заточении духов Семи Смертных Грехов. Но теперь он уже слишком слаб, чтобы дальше сдерживать их в камне. Последний из совета семи, Шазам провёл столетия в поисках нового защитника, которому он мог бы передать свою силу. Он устраивает мальчику испытание, так как может доверить могущество только абсолютно доброму и чистому сердцем, но Таддеуc, поддавшись искушению, не оправдывает его надежд. Магическим образом мальчик возвращается обратно в машину ни с чем. В недоумении он пытается рассказать о том, что с ним произошло, отец отвлекается от дороги, и они попадают в аварию. Отец получает тяжёлую травму, в чём опять же обвиняют Таддеуса.
В настоящее время в Филадельфии четырнадцатилетнего парня по имени Билли Бэтсон ловят социальные службы после того, как он в очередной раз сбежал из приёмной семьи и обвёл вокруг пальца патрульных, чтобы найти свою маму, которую он потерял в парке развлечений в раннем детстве. Он попадает в новую приёмную семью к Розе и Виктору Васкесам и знакомится с пятью своими также усыновлёнными братьями и сёстрами. Ему достаётся комната, в которой вместе с ним живёт его новый брат Фредди Фриман — болтливый парень, помешанный на комиксах и опирающийся на костыль при ходьбе. Тем временем уже взрослый Таддеус Сивана находит ключ к разгадке волшебных символов и открывает дверь, являющуюся порталом в Скалу Вечности. Старый волшебник, так и не нашедший себе замену, уже совсем ослаб, и Сивана беспрепятственно освобождает Грехи, позволяя им использовать его тело как сосуд. Он врывается на совещание в офис компании отца и, используя силы Грехов, хладнокровно убивает всех присутствующих сотрудников, отца и старшего брата, таким образом наказывая их за то, как они обращались с ним в детстве.
В школе над Фредди издевается группа задир. Хотя Билли не хочет сближаться с членами своей новой семьи, он всё же вступается за Фредди, после чего ему приходится убегать от хулиганов. Он скрывается в метро, откуда Шазам переносит его в Скалу Вечности. Волшебник говорит мальчику, что однажды магическая сила уже попадала в плохие руки, но впредь этого допускать нельзя, поэтому Билли предстоит остановить Сивану. Дотронувшись до посоха и произнеся «Шазам!», Билли превращается во взрослого супергероя, а старик, лишившись остатков своего могущества, окончательно исчезает. Билли обращается за помощью к Фредди, и вместе они начинают изучать суперспособности Билли. Фредди выкладывает видеоролики с их тренировками в интернет, и вскоре Билли в образе взрослого героя обретает популярность. Однако вскоре между мальчиками возникают разногласия: Фредди заявляет ученикам школы, что знаком со знаменитым супергероем и может пригласить его на обед в школьную столовую, но Билли отказывается подыграть ему, и вместо этого прогуливает занятия, чтобы выступать для людей на улице. Фредди обвиняет Билли в том, что из-за него его высмеяли в школе, на что Билли отвечает, что не хочет быть использованным. В результате их ссоры Билли, находясь в форме супергероя, случайно попадает молнией в колесо автобуса, и тот едва не падает с моста. Билли удаётся спасти людей, находящихся в автобусе, что вызывает восторг у прохожих и собравшихся журналистов, но Фредди не разделяет всеобщую радость, обвинив Билли в легкомысленном отношении к собственным способностям. Сивана видит репортаж о герое с места событий и спешит туда, намереваясь отобрать его силу. Потерпев поражение, Билли трансформируется в мальчика и сбегает, слившись с толпой, но злодею удаётся схватить Фредди.
Братья и сёстры Билли понимают, что он и есть герой Шазам. Им удаётся найти адрес его настоящей матери, и Билли бежит к ней, однако, встретив её, он выясняет, что она специально не стала искать его тогда в парке, так как не была готова к материнству и понадеялась, что кто-то позаботится о её сыне лучше, чем она сама. Покинув её, Билли получает звонок от доктора Сиваны, который вынудил Фредди привести его домой к Васкесам, и теперь он держит в заложниках всех детей семьи. Он обещает отпустить их, если Шазам отдаст ему свои силы, и Билли соглашается. Все вместе они отправляются к Скале Вечности, где детям вместе с Шазамом удаётся сбежать, попутно выяснив, что злодей уязвим, пока духи Грехов находятся вне его тела.
Они скрываются от Сиваны на рождественской ярмарке в парке аттракционов, но злодей угрожает убить всех, кто там находится, если они не сдадутся. Однако Билли вспоминает о том, что в совете было несколько волшебников, и понимает, что силу можно разделить, что он и делает. В результате чего его братья и сёстры тоже превращаются во взрослых супергероев. Вместе они побеждают злых духов, а Шазам отнимает у Сиваны Око Зависти и вновь заточает Грехи в камень. Билли сближается со своей приёмной семьёй и появляется в школе как Шазам, чтобы поддержать Фредди, и к тому же приводит вместе с собой самого Супермена.
В сцене во время титров, Сивана в своей тюремной камере в одержимости рисует на стене загадочные символы, но его прерывает Мистер Майнд, ранее находившийся в заключении у Скалы Вечности, и рассказывает ему о столпах зла, которые сойдутся вместе, и что они будут править семью сферами. Во второй сцене после титров Фредди проверяет, может ли Билли говорить с рыбой, ссылаясь на Аквамена, но Билли считает такую способность глупой.

## В ролях
- Ашер Энджел — Билли Бэтсон, подросток, который может превращаться во взрослого супергероя, произнеся магическое слово «Шазам!», в оригинале являющееся акронимом шести легендарных богов и героев древнего мира и их способностей: мудрости Соломона (Solomon), силы Геракла (Hercules), стойкости Атланта (Atlas), мощи Зевса (Zeus), смелости Ахиллеса (Achilles) и скорости Меркурия (Mercury). Дэвид Колсмит исполнил роль маленького Билли.
  - Закари Ливай — Шазам, альтер эго Билли Бэтсона, взрослый супергерой, наделённый способностями шести мифологических фигур.
- Марк Стронг — Доктор Таддеус Сивана. Физик, выросший изгоем в своей богатой семье. В детстве был вызван Волшебником Шазамом, но не был выбран в качестве избранного, что заставило Сивану потратить всю свою жизнь, пытаясь раскрыть секрет возвращения в Скалу Вечности. Итан Пуджотто исполнил роль маленького Таддеуша.
- Джимон Хонсу — Волшебник Шазам, наделивший Билли Бэтсона способностью превращаться в героя Шазама, произнося одно лишь слово.
- Джек Дилан Грейзер — Фредди Фриман[англ.], приёмный брат и друг Билли Батсона, единственный человек, знающий о его сверхспособностях.
  - Адам Броди — альтер эго Фредди Фримана[англ.].
- Грэйс Фултон[англ.] — Мэри Бромфилд, старшая приёмная сестра Билли.
  - Мишель Борт — альтер эго Мэри Бромфилд.
- Фэйт Херман — Дарла Дадли[англ.], младшая приёмная сестра Билли.
  - Миган Гуд — альтер эго Дарлы Дадли[англ.].
- Йен Чен[англ.] — Юджин Чой[англ.], приёмный брат Билли.
  - Росс Батлер — альтер эго Юджина Чойа[англ.].
- Джован Арман — Педро Пенье[англ.], приёмный брат Билли.
  - Ди Джей Котрона — альтер эго Педро Пеньи[англ.].
- Марта Миланс — Роза Васкес, приёмная мать детей.
- Купер Эндрюс[англ.] — Виктор Васкес, приёмный отец детей.
- Каролайн Палмер — Мэрилин Бэтсон, родная мать Билли.
- Джон Гловер — отец Таддеуса Сиваны.
- Уэйн Уорд — Сид Сивана, брат Таддеуса. Лэндон Доак исполнил роль молодого Сида.
- Лотта Лостен[англ.] — доктор Линн Кросби, работающая на Таддеуса.
- Энди Ошо — Эмма Гловер, социальный работник, определившая Билли в семью Васкес.
- Карсон Маккормак — Бретт Брайер, школьный хулиган.
- Эван Марш — Бёрк Брайер, школьный хулиган.
- Райан Хэдли — Супермен (камео).
- Стив Блум, Дэрин де Пол и Фред Таташор озвучили роли Семи смертных грехов[англ.]
- Дэвид Ф. Сандберг озвучил Мистера Майнда[англ.] и сыграл в камео Человека-крокодила[англ.].
- Сэм Джагер (в титрах не указан)

## Производство

### Разработка
Компания New Line Cinema начала разработку «Шазама!» ещё в начале 2000-х годов с несколькими вариантами сценария от Уильяма Голдмана, Алека Соколова, Джоэла Коэна, Брайна Голубоффа и Джона Огаста. Предварительная подготовка фильма началась в 2008 году с версией сценария Огаста, в которой рассказывалось о происхождении героя, известного под первоначальным именем Капитан Марвел и его молодого альтер эго Билли Бэтсона. Предполагалось, что фильм по жанру будет комедийным боевиком. На режиссёрское кресло проекта был назначен Питер Сигал, а Дуэйн Джонсон вёл переговоры о получении роли злодея Чёрного Адама.
После триумфа фильма «Тёмный рыцарь» и коммерческого провала «Спиди-гонщика» летом 2008 года Джон Огаст выбыл из проекта, сославшись на давление со стороны студии, которая настаивала на более мрачной и серьёзной версии сценария. В августе 2009 года Билл Берч и Джефф Джонс, известный писатель комиксов DC, были приглашены в проект для написания сценария, в то время как Сигал по-прежнему оставался в должности режиссёра. В августе 2010 года студия рассматривала вариант выпуска проекта в виде сериала для сетевого телевидения вместо кинотеатрального релиза.
В 2011 году DC Comics произвела масштабный перезапуск комиксов The New 52. В то время разработка фильма всё ещё оставалась в подвешенном состоянии. В связи с продолжающимся конфликтом между Marvel и DC, которые имели персонажей с одинаковым именем Капитан Марвел, последняя переименовала своего супергероя в Шазам, поскольку Marvel владела товарным знаком на это имя. DC была обязана продвигать персонажа под торговой маркой «Шазам». В декабре 2013 года, после успеха фильма «Человек из стали», Сигал заявил, что проекта о «Шазаме!» не будет, поскольку, как он считал, «сходство между Капитаном Марвелом и Суперменом стало препятствием» для создания фильма.
В апреле 2014 года Warner Bros. представила список фильмов, основанных на DC Comics, согласно которому «Лига справедливости» должна была выйти в 2017 году наряду с адаптациями «Шазама!», «Сказок» и «100 пуль». Предварительный выход «Шазама!» был намечен на июль 2016 года. В августе этого же года Дуэйн Джонсон в интервью подтвердил, что снимется в предстоящем фильме, не уточнив, будет ли он играть главного героя Шазама или злодея Чёрного Адама. В сентябре Джонсон получил роль Чёрного Адама, в то время как для написания сценария был нанят Даррен Лемке. В январе 2017 года в проект был добавлен Генри Гейден, чтобы переписать сценарий Лемке. В феврале 2017 года Дэвид Ф. Сандберг начал вести переговоры со студией о назначении на режиссёрское кресло фильма. Позже было сообщено, что главным злодеем в будущем фильме станет доктор Таддеус Сивана, а Джонсон сосредоточится на работе над сольным проектом о Чёрном Адаме. 20 июля 2017 года Сандберг был официально утверждён режиссёром фильма.

### Кастинг

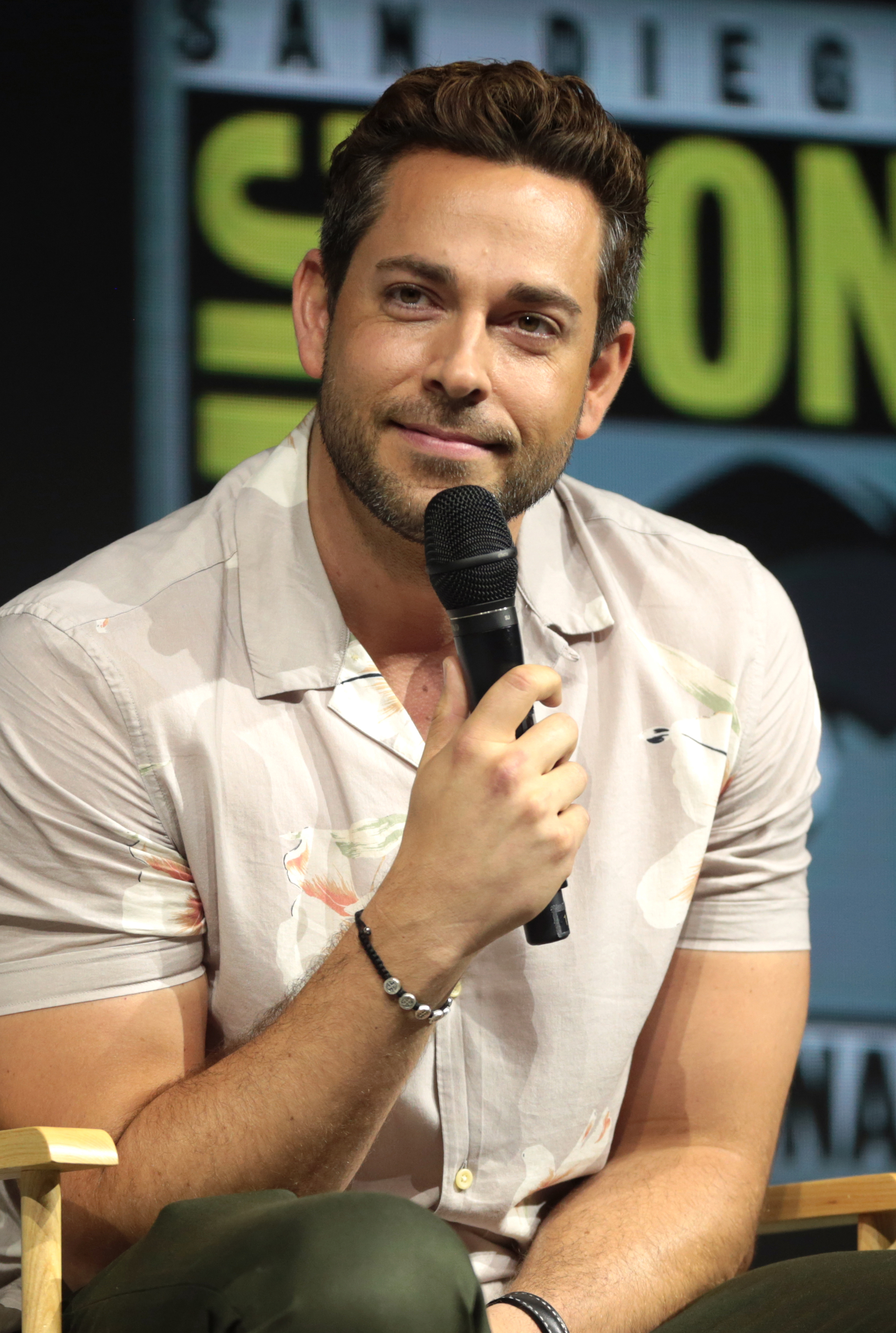
Закари Ливай на San Diego Comic-Con International в 2018 году

Пре-продакшн фильма стартовал в августе 2017 года, когда начался поиск актёра на роль Билли Бэтсона. Режиссёром рассматривались кандидатуры Закари Ливая, Джона Сины, Зейна Хольца, Джейка Макдормана, Дерека Телера и Билли Магнуссена. 27 октября было объявлено, что Ливай исполнит главную роль в фильме.
В ноябре к актёрскому составу присоединилась Грэйс Фултон, которая ранее уже работала с Сандбергом, для исполнения роли старшей приёмной сестры Билли. В этом же месяце было сообщено, что Марк Стронг находится на финальной стадии переговоров по поводу роли доктора Таддеуса Сиваны, главного злодея фильма. В январе 2018 года Стронг подтвердил, что сыграет Сивану. Ашер Энджел был утверждён на роль подростка Билли Бэтсона в ноябре 2017 года. В декабре Джек Дилан Грейзер был добавлен в актёрский состав, чтобы сыграть Фредди Фримана, лучшего друга Билли Бэтсона.
В январе 2018 года Рон Сефас Джонс вступил в переговоры, чтобы исполнить роль волшебника Шазама, наделившего Бэтсона суперспособностями. В июле Джонс из-за плотного графика выбыл из проекта, и на его замену пришёл Джимон Хонсу. Генри Кавилл также планировал повторить свою роль Супермена в качестве камео, однако отказался из-за занятости в других проектах.

### Съёмки
Начало съёмок фильма под рабочим названием «Франклин» были запланированы на февраль 2018 года в Торонто, а закончить их предполагалось в мае того же года. Официально съёмки стартовали 29 января 2018 года в Торонто и Гамильтоне. Большая часть фильма снималась в Pinewood Toronto Studios, а также в некоторых общественных местах города, в том числе в Торонтском университете, в торговом центре Woodbine и на электростанции Херн. В начале марта 2018 года съёмки проходили в Национальном историческом месте Форт Йорк в центре Торонто. В начале мая 2018 года Ашер Энджел завершил съёмки с участием своего персонажа. Основной съёмочный процесс был завершён 11 мая 2018 года. Дополнительные съёмки состоялись в период с ноября по декабрь 2018 года в Торонто, а также в Филадельфии, включая кадры со скайлайном, дубли на высоте и сцены в Художественном музее города.
Роль штаб-квартиры доктора Сиваны в фильме «играет» небоскреб IDS Center, расположенный в Миннеаполисе. Хотя по сюжету действие фильма происходит в Филадельфии, на общих планах отчетливо узнаётся центр Миннеаполиса и самое высокое здание в нём.

## Релиз

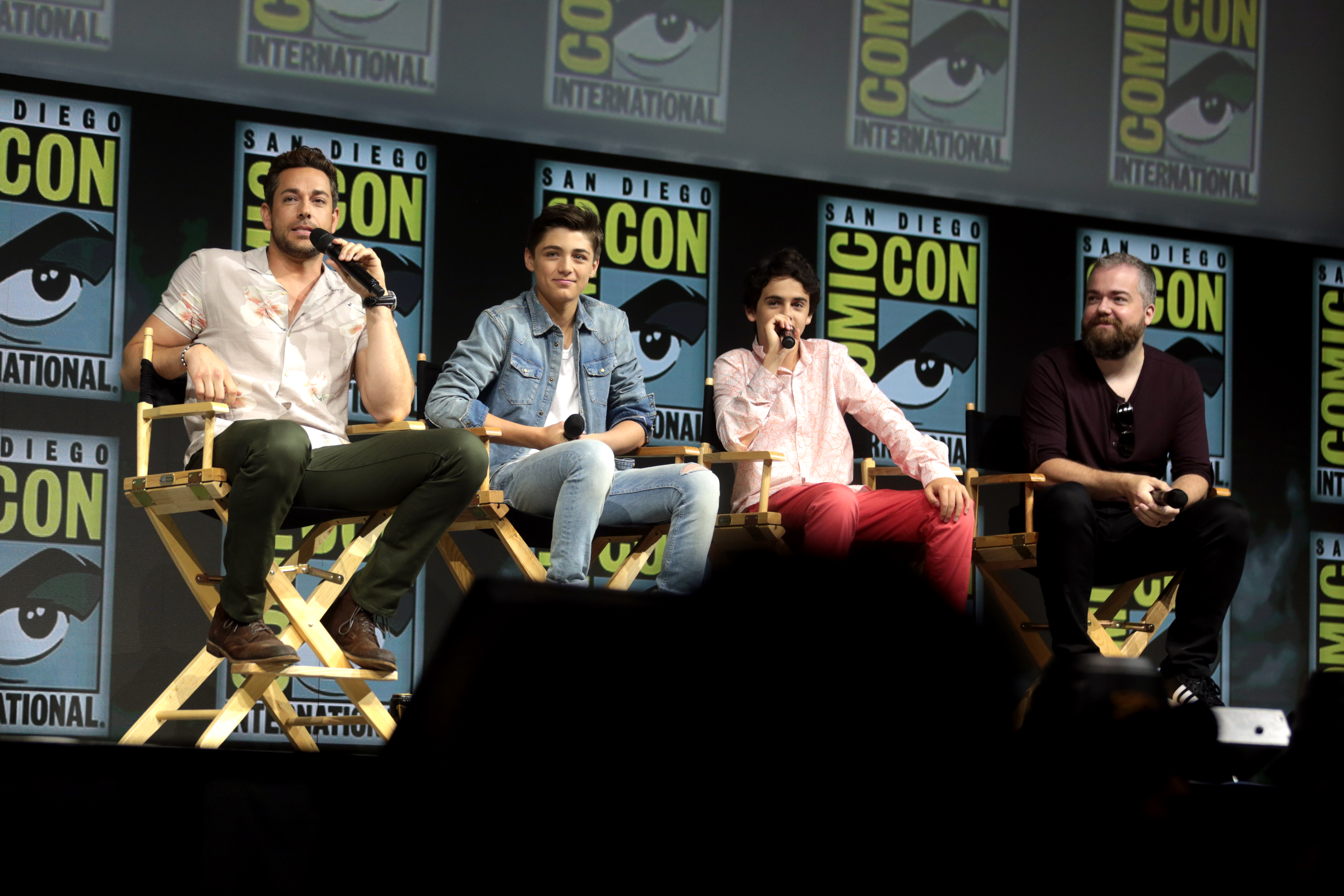
Закари Ливай, Ашер Энджел, Джек Дилан Грейзер и Дэвид Ф. Сандберг на San Diego Comic Con International в 2018 году

### Выпуск
13 марта 2019 года Warner Bros. Entertainment и Fandango объявили о совместной организации эксклюзивных предварительных показов фильма 23 марта, за две недели до релиза, на 1200 экранах и 40 выставочных мероприятиях. Премьера фильма прошла в Торонто 15 марта 2019 года. В кинотеатрах США «Шазам!» вышел 5 апреля 2019 года в форматах RealD 3D, Dolby Cinema и IMAX 3D. Выход фильма в России состоялся 4 апреля в форматах 3D и IMAX.

### Маркетинг
В апреле 2018 года «Шазам!» был впервые упомянут на выставке CinemaCon в Лас-Вегасе, где Дэвид Ф. Сандберг продемонстрировал закулисные кадры фильма. 21 июля 2018 года первый тизер-трейлер был показан на фестивале San Diego Comic-Con, на котором присутствовали Сандберг, Закари Ливай, Ашер Энджел и Джек Дилан Грейзер. Трейлер получил положительные отклики от журналистов и зрителей, которые высоко оценили его юмористическую составляющую. 9 декабря 2018 года новые кадры из фильма были показаны на фестивале Comic Con Experience в Сан-Паулу.
4 марта 2019 года был выпущен второй трейлер. 24 марта 2019 года на ежегодных гонках STP 500 «Шазам!» был основным спонсором серии разыгрываемых кубков Monster Energy NASCAR Cup Series. Персонаж фильма был изображён на автомобиле #10 Ford Mustang под управлением профессионального гонщика Арика Альмиролы.

### Издания
«Шазам!» стал доступен для цифровой загрузки 2 июля 2019 года, и был выпущен на Ultra HD Blu-ray, Blu-ray, и DVD 16 июля. В цифровые и Blu-ray релизы вошли закулисные кадры, удалённые сцены и неудачные дубли.

## Приём

### Кассовые сборы
Фильм заработал $140 480 049 в Северной Америке и $225 600 000 в других странах; всемирные кассовые сборы составили $366 080 049. При бюджете примерно в $90—100 млн кинокартина считается кассовым успехом, так как для преодоления безубыточности фильму необходимо было собрать $235—250 млн.
В Северной Америке «Шазам!» был выпущен вместе с фильмами «Кладбище домашних животных» и «Лучшие враги». Первоначально предполагались сборы в районе $40—50 млн в премьерный уик-энд в 4260 кинотеатрах. За две недели до релиза фильм выручил $3,3 млн от предварительных показов Fandango, чем превзошёл результат своего предшественника по DCEU «Аквамена» ($2,9 млн). На ночных показах в четверг было получено $5,9 млн. В первый день проката картина собрала $20,5 млн с учётом четверга. За дебютный уик-энд фильм заработал $53,5 млн, что позволило ему занять первое место североамериканского бокс-офиса. Во второй уик-энд «Шазам!» заработал $24,45 млн, сохранив первое место в прокате, прежде чем на следующей неделе был вытеснен на второе место фильмом «Проклятие плачущей» от той же компании New Line Cinema.
Помимо Северной Америки фильм был выпущен в 53 странах в среду и четверг, его дебютные результаты просчитывались в районе $100—120 млн, что с учётом национального рынка дало бы $145—170 млн сборов в дебютный уик-энд. За первые два дня международного проката картина собрала $15,7 млн, став лидером в 48 из 53 кинорынков. Далее премьера фильма прошла ещё в 26 странах, включая Китай, где от первого дня проката было получено $16,4 млн. В дебютную неделю мировые сборы составили $102,3 млн, что в итоге дало $159,1 млн с учётом Северной Америки. Картина стала лидером по сборам в 60 из 79 рынков, крупнейшую кассу показали Китай ($43,8 млн), Великобритания ($17,4 млн), Мексика ($15,6 млн), Бразилия ($12,3 млн), Австралия ($11,9 млн) и Россия ($10 млн).

### Критика
Фильм получил в основном положительные оценки критиков и зрителей. На сайте Rotten Tomatoes у него 90 % положительных рецензий на основе 420 отзывов. На Metacritic кинолента имеет 71 балл из 100 на основе 53 рецензий. Аудитория, опрошенная сайтом CinemaScore, в среднем поставила фильму оценку A по шкале от A+ до F, в то время как PostTrak сообщил, что зрители дали ему 83 % положительного результата и 61 % «определённой рекомендации».
Франк Шек из The Hollywood Reporter назвал фильм «„Большим“ на стероидах», высоко оценив его тональность и игру актёров. Алонсо Дюральде из TheWrap отметил «приятную лёгкость» киноленты, сопоставив её со «строгими по цветовой палитре» предыдущими фильмами DC Зака Снайдера.
Кинокритик русского происхождения Игнатий Вишневецкий из The A.V. Club описал фильм как «современный блокбастер», в то же время посетовав на перегруженность предысторий главного героя и злодея. Бенджамин Ли из The Guardian заметил, что «Шазам!» стал значительным прогрессом для DC, и похвалил финал фильма, хоть и посчитал его затянутым, однако подвергнул некоторой критике сценарий, который, по его мнению, «нуждается в более чёткой полировке».

## Награды и номинации
| Награда               | Категория                                | Номинанты          | Результат | Ссылка |
| --------------------- | ---------------------------------------- | ------------------ | --------- | ------ |
| Золотой трейлер       | Лучший боевик                            |                    | Номинация | [ 75 ] |
| Золотой трейлер       | Лучшая телереклама боевика               |                    | Номинация | [ 75 ] |
| MTV Movie & TV Awards | Лучшая комедийная роль                   | Закари Ливай       | Номинация | [ 76 ] |
| MTV Movie & TV Awards | Лучший герой                             | Закари Ливай       | Номинация | [ 76 ] |
| Teen Choice Awards    | Выбор фильма: Научная фантастика/фэнтези |                    | Номинация | [ 77 ] |
| Teen Choice Awards    | Выбор актёра: Научная фантастика/фэнтези | Закари Ливай       | Номинация | [ 77 ] |
| Teen Choice Awards    | Выбор фильма: Злодей                     | Марк Стронг        | Номинация | [ 77 ] |
| Сатурн                | Лучший фильм — экранизация комикса       |                    | Номинация | [ 78 ] |
| Сатурн                | Лучший молодой актёр или актриса         | Ашер Энджел        | Номинация | [ 78 ] |
| Сатурн                | Лучший молодой актёр или актриса         | Джек Дилан Грейзер | Номинация | [ 78 ] |
| Сатурн                | Лучший дизайн костюмов                   | Леа Батлер         | Номинация | [ 78 ] |